# Solenobia parthenogenesis
Solenobia parthenogenesis är en fjärilsart som beskrevs av Saigusa 1961. Solenobia parthenogenesis ingår i släktet Solenobia och familjen säckspinnare. Inga underarter finns listade i Catalogue of Life.